# Венета Петрова-Марковска
Венета Петрова Петрова, по бивш съпруг Венета Петрова-Марковска, е българска съдийка, адвокатка и първи председател на организацията „Българска съдийска организация“.
Бивш съдия във Върховния съд на Република България и заместник-председател на Върховия административен съд, както и член на Висшия съдебен съвет от квотата на съдиите и председател на Комисията по предложенията и атестирането на магистратите във висшия кадрови и дисциплинарен орган на съдебната система на България.

## Биография
Родена е в село Подем, община Долна Митрополия, област Плевен на 12 май 1951 г. Завършва право в Юридическия факултет на Софийския университет (1973). Разведена, от брака си има син.

### Съдийска кариера
Венета Марковска има близо 40-годишна кариера като съдия, като преминава последователно през районния и окръжния съд в Плевен. Става върховен съдия (1992) и заместник-председател на Върховния административен съд (2004).

### Конституционен скандал
На 10 октомври 2012 г. е номинирана от народните представители Дарин Матов, Димитър Чукарски и Венцислав Върбанов за конституционен съдия от парламентарната квота. Депутатите и заместник-председатели на Народното събрание от ГЕРБ и ДСБ Анастас Анастасов и Екатерина Михайлова, както и върховните съдии Венета Марковска и Татяна Върбанова са 4-та кандидати за 2-те места в Конституционния съд (КС) от парламентарната квота. На 31 октомври 2012 г. е избрана за конституционен съдия от XLI народно събрание със 127 гласа „За“, 13 „Против“ и 13 „Въздържал се“.
Междувременно става известно, че премиерът Бойко Борисов 3 пъти лично е умолявал Марковска сама да си оттегли номинацията за Конституционния съд. С безпрецедентен акт на държавен глава (президента Плевнелиев) полагането на клетва от Марковска е бламирано в Конституционния съд.  Президентът се обосновава с получена от прокуратурата информация. Същият ден става ясно, че от две години в прокуратурата има разследване за търговия с влияние, подкуп и пране на пари, свързано с нея.
Венета Марковска напуска съдебната система и става адвокат.